# Barra luminosa

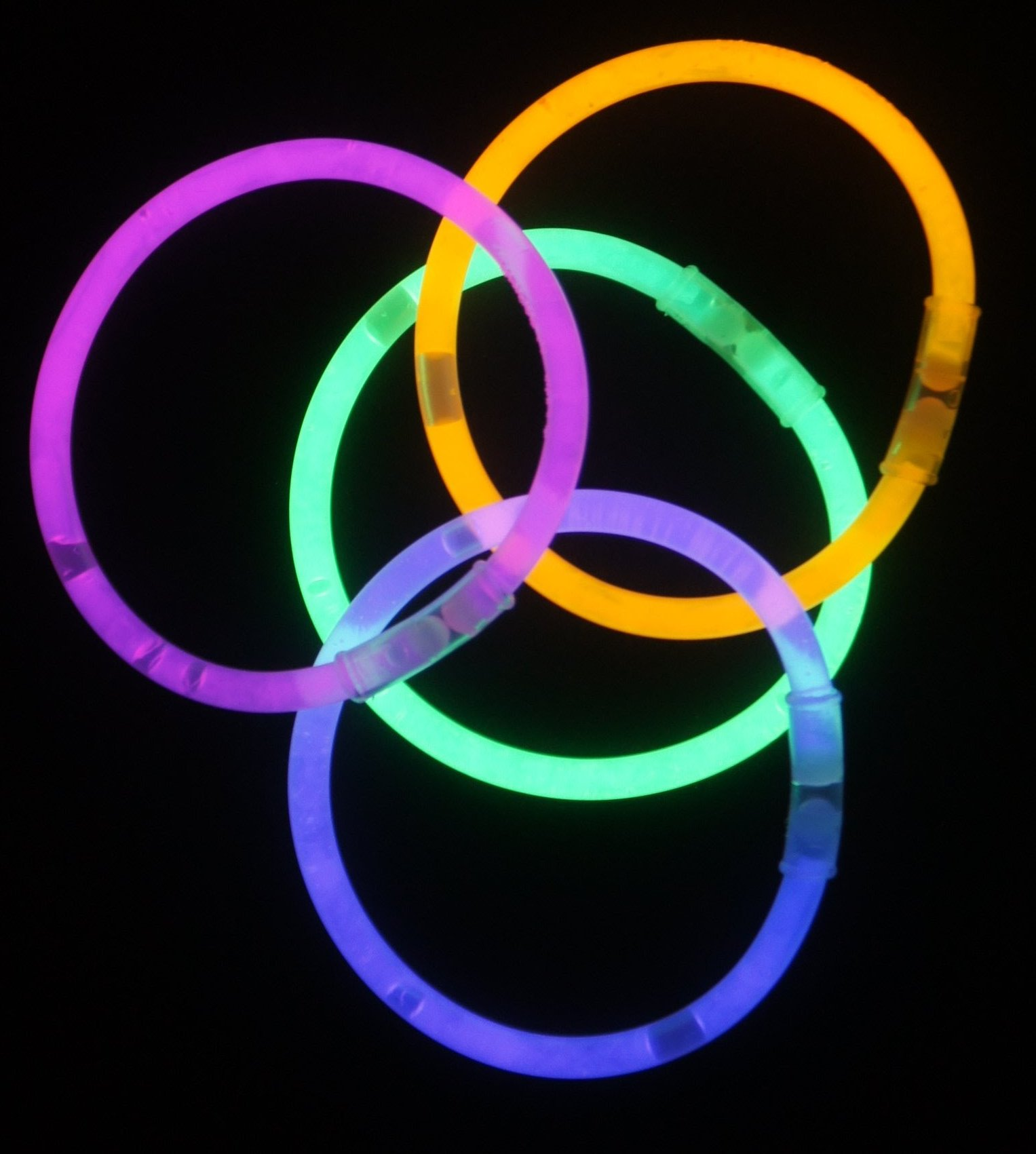
Barras luminosas de diferentes colores para su uso como pulseras

Una barra luminosa es una fuente de luz autónoma de corta duración. Consiste en un tubo de plástico translúcido que contiene sustancias aisladas que, cuando se combinan, producen luz mediante quimioluminiscencia. La luz no se puede apagar y solo se puede usar una vez. Las barras luminosas se utilizan a menudo para la recreación, pero también se puede confiar en ellas como luz durante las operaciones militares, policiales, de bomberos o de servicios médicos de emergencia.

## Usos
Las barras luminosas son impermeables, no usan baterías, generan un calor insignificante, son económicas y razonablemente desechables. Pueden tolerar altas presiones, como las que se encuentran bajo el agua. Las fuerzas militares, los campistas y los buceadores recreativos los utilizan como fuentes de luz y marcadores de luz.

### Entretenimiento
Las barras luminosas se utilizan con frecuencia para el entretenimiento en fiestas (como en una rave), conciertos y clubes de baile. Son utilizados por directores de bandas de música para actuaciones nocturnas; las barras luminosas también se utilizan en festivales y celebraciones en todo el mundo. Las barras luminosas también cumplen múltiples funciones como juguetes, advertencias nocturnas fácilmente visibles para los automovilistas y marcas luminosas que permiten a los padres realizar un seguimiento de sus hijos. Las barras luminosas también se utilizan para crear efectos especiales en fotografías y películas con poca luz.

## Problemas de seguridad
En las barras luminosas, el fenol se produce como subproducto. Es aconsejable mantener la mezcla alejada de la piel y evitar la ingestión accidental si el contenedor de la barra luminosa se rompe. Si se derrama sobre la piel, los productos químicos pueden causar una ligera irritación de la piel, hinchazón o, en circunstancias extremas, vómitos y náuseas. Se pensaba que algunos de los productos químicos utilizados en las barras luminosas más antiguas eran carcinógenos potenciales. Los sensibilizadores utilizados son hidrocarburos aromáticos policíclicos, una clase de compuestos conocidos por sus propiedades cancerígenas.
El ftalato de dibutilo, un ingrediente que a veces se usa en barras luminosas, ha planteado algunos problemas de salud. Si bien no hay pruebas de que el ftalato de dibutilo represente un riesgo importante para la salud, se incluyó en la lista de teratógenos sospechosos del estado de California en 2006.
Las barras luminosas contienen ingredientes que actúan como plastificantes. Esto significa que si una barra luminosa se derrama sobre cualquier plástico, puede licuarlo.
El oxalato de difenilo puede picar y quemar los ojos, irritar y picar la piel y puede quemar la boca y la garganta si se ingiere.